# 대진중학교 (강원)
대진중학교(大津中學校)는 대한민국 강원특별자치도 고성군 현내면 초도리에 있는 공립 중학교이다.

## 학교 연혁
- 1967년 12월 20일 : 대진중학교 3학급 설립 인가
- 1968년 3월 6일 : 개교 및 입학식 거행
- 1973년 2월 26일 : 9학급 인가
- 2008년 3월 1일 : 3학급 인가
- 2023년 6월 11일 : 강원도특별자치도 대진중학교
- 2024년 1월 7일 : 제53회 졸업식 거행(3명, 총계 4,487명)
- 2024년 9월 1일 : 제29대 명의열 교장 취임

## 참고 자료
- 대진중학교 - 한국교육학술정보원 학교알리미